# HD10809
HD10809 — хімічно пекулярна зоря спектрального класу A8, що має видиму зоряну величину в смузі V приблизно  6,9.
Вона  розташована на відстані близько 522,7 світлових років від Сонця.

## Пекулярний хімічний вміст
Зоряна атмосфера HD10809 має підвищений вміст 
Cr
.